# Nicholas Rémy

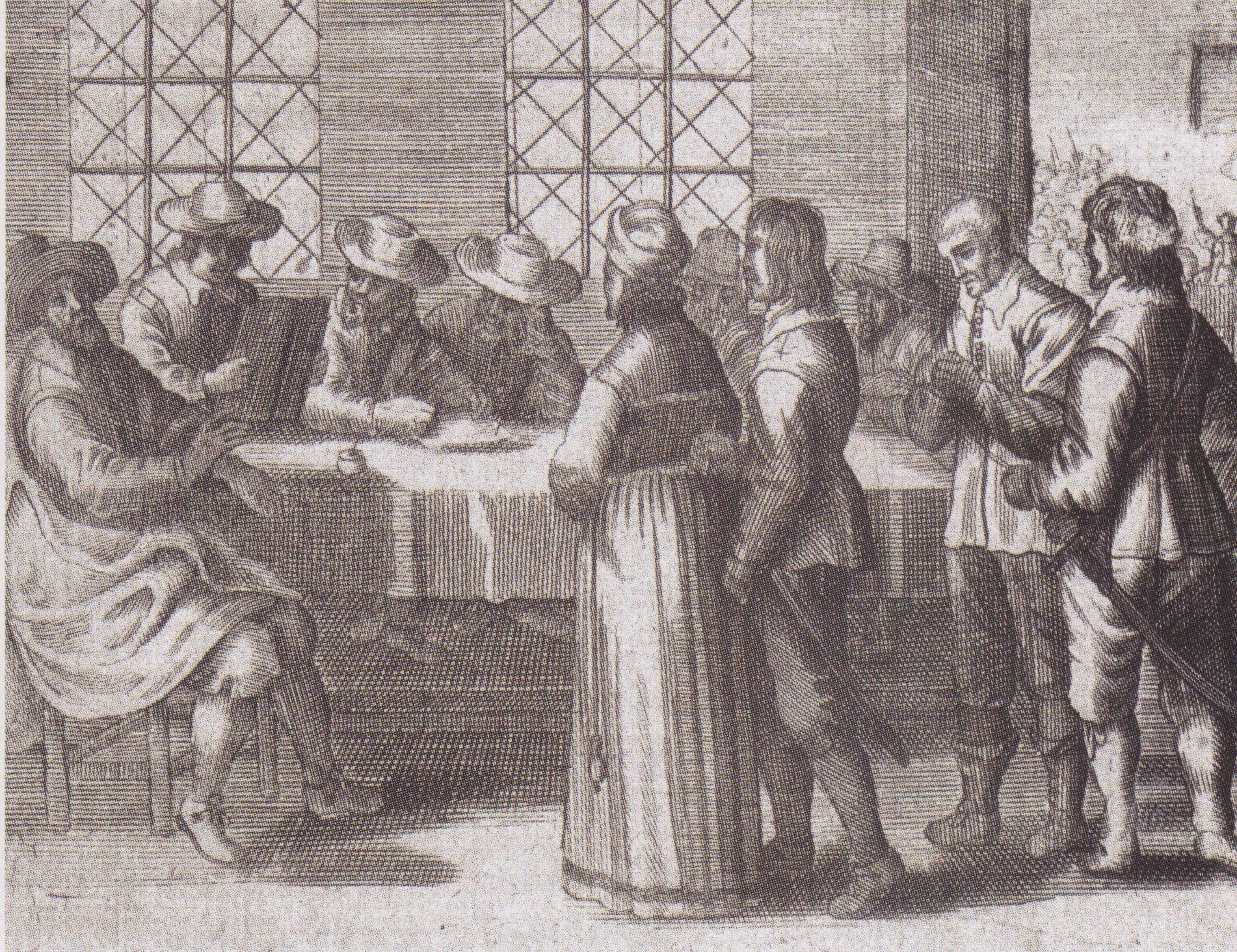
Rozprawa w procesie o czary

Nicholas Rémy (ur. ok. 1530, zm. w 1612) – francuski prawnik i demonolog, łowca czarownic, autor traktatu Demonolatria (1595).

## Życiorys
Urodził się około 1530 roku w miejscowości Charmes w Lotaryngii. Jego ojcem był prawnik Gérard Rémy, który pełnił funkcję prewota Charmes. Studiował prawo na uniwersytecie w Tuluzie, na którym wykładał m.in. Jean Bodin. W latach 1563–1570 praktykował w Paryżu, następnie objął stanowisko generalnego namiestnika departamentu Vosges. W 1575 roku został mianowany tajnym radcą księcia Karola III Lotaryńskiego, a w 1584 roku otrzymał tytuł pana de Rosiéres-en-Blois et du Breuil. W 1591 roku został generalnym prokuratorem Lotaryngii. Zmarł w kwietniu 1612 roku.
Nicholas Rémy poślubił Anne Marchand. Miał z nią co najmniej siedmioro dzieci.

## Poglądy i twórczość
Rémy uznawany jest za jedną ze sztandarowych postaci francuskiej demonologii. Jego praca pt. Demonolatria (właśc. Daemonolatreiae Libri Tres) wydana w Lyonie w 1595 roku, którą dedykował kardynałowi Karolowi de Guise, doczekała się wielu wznowień i wywarła wpływ na polowanie na czarownice w Europie, zwłaszcza w Alzacji. Kwestionował w niej poglądy Jana Wiera, który uważał, że o czary oskarżane są „nieszkodliwe, jedynie nierozumne i często schorowane starsze kobiety”. Dowodził, że ponieważ tyle osób zostało już uznanych za czarownice, samo czarownictwo także musi być realne.  
Rémy osobiście nadzorował wiele procesów o czary. W latach 1576–1591 miał skazać na śmierć blisko dziewięćset osób. Sam przyznawał się do spalenia na stosie od dwóch do trzech tysięcy czarownic.